# Св. св. Константин и Елена (Парил)
„Св. св. Константин и Елена“ е църква в неврокопското село Парил, България, част от Неврокопската епархия на Българската православна църква. Обявена е за паметник на културата.

## История
Църквата е построена в началото на XIX век. В 1934 година е разрушена при земетресение и построена наново в 1935 година. Ценни са 31 иконостасни икони, пренесени от старата църква, рисувани през втората половина на XIX век. Повечето царски и празнични икони са дело а неизвестен зограф, който се отличава с високо майсторство. Останалите икони са наивистични и имат своеобразна изразителност.